# HMS Erebus (1826)
HMS Erebus foi um navio de guerra do tipo veleiro que navegou para a Marinha Real do Reino Unido. O navio foi adaptado e transformado para servir como meio de transporte em expedições polares.

## História
O navio com capacidade de carga de 372 toneladas e 727 toneladas de deslocamento estava armado com dois morteiros, um de 13 polegadas (330 mm) e outro com 10 polegadas (250 mm). O navio tinha ainda como artilharia naval oito canhões de 24 libras (11 kg) e dois outros de 6 libras (2,7 kg). Os morteiros montados a frente perto da proa lançavam os seus projéteis em um arco balístico.
A embarcação foi nomeado lembrando o deus da mitologia grega Érebo que personifica a escuridão, considerado o criador das Trevas.
Construído em 1826 no estaleiro Pembroke Dock no País de Gales, navegou até 1846 quando foi abandonado no Estreito de Vitória, perto da Ilha do Rei Guilherme, no Canadá pelos membros da Expedição de John Franklin, que estavam a procura da Passagem do Noroeste.

## Expedição James Clark Ross (1840)

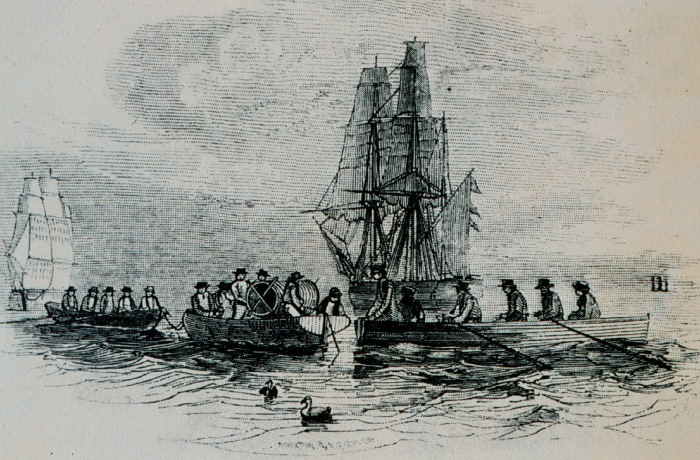
Tripulação do Erebus e doTerror fazendo sondagens nas coordenadas 27.43 S e 17.48 W

Depois de dois anos de serviço no Mar Mediterrâneo, o Erebus foi reformado e aparelhado como um navio de exploração para serviços na Antártida. Em 21 de novembro de 1840 capitaneada por James Clark Ross partiu da Tasmânia rumo a Antártida tendo como companhia o navio veleiro HMS Terror. Em janeiro de 1841, a tripulação dos dois navios desembarcaram na Terra de Vitória, região da Antártica limitada a leste pelo Mar de Ross e a oeste pela Terra de Wilkes e passaram a descrever e nomear acidentes geográficos entre eles o Monte Érebo uma homenagem ao navio e Ilha de Ross em homenagem ao comandante geral da expedição James Clark Ross.
Francis Crozier era comandante do HMS Terror nesta expedição, que durou três temporadas de 1840-1843, durante o qual Terror e Erebus fizeram três incursões em águas da Antártida, cruzando o Mar de Ross duas vezes e o Mar de Weddell localizado a sudeste das Ilhas Falkland. O Monte Terror vulcão situado na Ilha de Ross foi nomeado como uma homenagem ao HMS Terror.

## Expedição de John Franklin

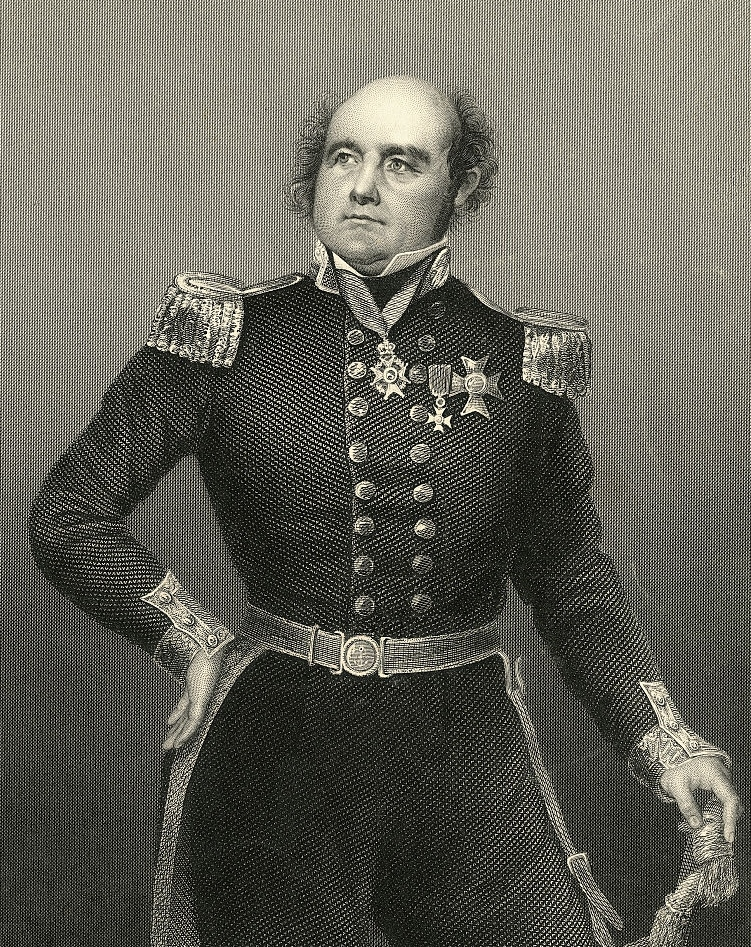
Sir John Franklin (1786–1847)

A próxima viagem do HMS Erebus navegando ao lado novamente o HMS Terror, partindo do rio Tâmisa foi rumo ao Ártico. Sob o comando geral de Sir John Franklin, a expedição que ficou conhecida como Expedição de John Franklin, tinha como objetivo a obtenção de dados magnéticos do Ártico canadense e a navegação pela Passagem do Noroeste.
O Erebus e o Terror estavam equipados nesta expedição com motores a vapor (convertido de motores de locomotivas), e tinham o casco reforçado com placas de ferro.
Os navios foram vistos pela última vez entrando Baía de Baffin por pescadores de baleias em julho de 1845. Os destroços do naufrágio nunca foram localizados, o Governo do Canadá em 1992, declarou o local como um ponto histórico nacional do Canadá.

## Localização
Em setembro de 2014, o primeiro-ministro canadiano, Stephen Harper, anunciou a localização de restos de um dos dois navios expedicionários britânicos desaparecidos qualificando a descoberta de histórica.
A busca pelos navios HMS Erebus e HMS Terror, comandados pelo explorador britânico Sir John Franklin, envolveu seis grandes expedições desde 2008, que culminaram, em 7 de setembro de 2014, na confirmação da descoberta por um veículo subaquático controlado remotamente.
A informação reunida é suficiente para atestar a veracidade da descoberta, embora ainda esteja por esclarecer a qual dos navios pertencem os despojos encontrados.
O HMS Erebus, foi encontrado em 2014 e o HMS Terror foi encontrado em 2016, a uma profundidade de 24 metros da Ilha King William, na Passagem Noroeste, a leste da Baía de Cambridge, na província de Nunavut.
As localizações dos dois navios foram designadas como Sítio Histórico Nacional, geridas em conjunto pelos líderes do Parks Canada e Inuítes. Não é aberto ao público e é necessária uma permissão para entrar nas áreas protegidas.
Em 2020, os arqueólogos subaquáticos revelam mais de 350 artefactos recuperados do HMS Erebus.
A missão compõe as maiores e mais complexas recuperações arqueológicas subaquáticas da história do Canadá. Ao longo de três semanas no outono de 2019, a Equipa de Arqueologia Subaquática do Parks Canada realizou 93 mergulhos ao HMS Erebus, registando quase 110 horas.
Mergulhadores usaram estratégias tradicionais e inovadoras para remover sedimentos dos artefactos enterrados, para que pudessem mapear, fotografar e recuperar objetos, incluindo dragonas do uniforme de um tenente, pratos de cerâmica, uma escova de cabelo com cabo de madeira de cetim, cerdas de javali ou porco-espinho e uma caixa de lápis com o conteúdo ainda dentro.
Vários objetos recuperados pertencem ao administrador do capitão, Edmund Hoar, também foram recuperados, incluindo lacre com uma impressão digital.